# Fuscopannaria crustata
Fuscopannaria crustata är en lavart som beskrevs av P. M. Jørg. Fuscopannaria crustata ingår i släktet Fuscopannaria och familjen Pannariaceae.   Inga underarter finns listade i Catalogue of Life.